# San Cristóbal (Costa Rica)
San Cristóbal – dystrykt w kantonie Desamparados, w prowincji San José, w Kostaryce.

## Geografia
San Cristóbal ma powierzchnię 25.47 kilometrów kwadratowych i leży na wysokości 1,700 m n.p.m..

## Demografia
Według spisu ludności z 2011 roku dystrykt San Cristóbal liczył 3,905 mieszkańców.

## Transport

### Transport drogowy
Przez San Cristóbal biegną następujące drogi krajowe:
- Droga krajowa nr 222
- Droga krajowa nr 226
- Droga krajowa nr 406